# Cabañas de Yepes
Cabañas de Yepes település Spanyolországban, Toledo tartományban. Cabañas de Yepes Dosbarrios, Huerta de Valdecarábanos és Ocaña községekkel határos. Lakosainak száma 306 fő (2024).

## Fekvése
A település a Mesa de Ocaña régióban, egy síkságon fekszik, és a toledói Yepes, Ocaña, Dosbarrios és Huerta de Valdecarábanos településekkel határos.

## Nevének eredete
A „Cabañas de Yepes” kifejezés a területen folytatott pásztortevékenységhez kapcsolódik. A római kor előtti idők óta ismert volt a Cuenca vidékéről Extremadurába vezető marhahajtó út, amely a település régi nevén, Cabañas de Yepes-en is keresztül vezetett.

## Története
A település korábban Villafranca de Gaytán néven volt ismert, két kis falu összeolvadásából keletkezett. VII. Alfonz spanyol király 1150-ben „Concilio Sancti Micheli”-nek adományozta, majd a Santo Domingo de Silos kolostor uralma alá került, egészen 1213-ig, amikor is Toledo érseke, Don Rodrigo Ximénez de Rada megvásárolta. Ez a település megőrizte „de Yepes” nevét, mivel sokáig a szomszédos Yepes város falucskája volt.

## Népesség
A település népessége az utóbbi években az alábbiak szerint változott:
| Lakosok száma | 258  | 267  | 292  | 290  | 305  | 278  | 237  | 257  | 304  | 306  |
|               | 2001 | 2004 | 2007 | 2009 | 2012 | 2014 | 2017 | 2019 | 2022 | 2024 |